# Zeitschleife
Eine Zeitschleife ist eine rekursive Verkettung der Zeit.
Normalerweise folgt auf jeden Zeitpunkt der Gegenwart unumkehrbar ein Zeitpunkt in der Zukunft, d. h. alle Ereignisse passieren nacheinander und kausal – die Wirkung folgt der Ursache und nie umgekehrt. In einer Zeitschleife ist die Richtung des Zeitstrahls jedoch so gebogen, dass er sich mit einem Punkt in der Vergangenheit oder Zukunft kreuzt. Dadurch findet ein Sprung in der Zeit statt, der sich auf eine bestimmte Umgebung begrenzt.
Paradebeispiel in Literatur und Film ist das klassische Thema der Zeitmaschine, mit der meist nur eine einzelne Person in der Zeit reist. Oft wird dies mit einer Korrektur der Vergangenheit und entsprechenden (dramaturgisch denkbaren) Verwicklungen und Veränderungen verbunden, die allerdings das Kausalitätsprinzip verletzen würden. Einer der bekanntesten Filme, der das Thema einer Zeitschleife aufgreift, ist Und täglich grüßt das Murmeltier aus dem Jahr 1993.

## Theoriemodelle
Die Gleichungen der allgemeinen Relativitätstheorie besitzen Lösungen, die Zeitschleifen zulassen. Voraussetzung wäre eine hinreichend starke Krümmung der Raumzeit durch gewaltige Materiemassen.
Eine von dem Physiker Fernando de Felice vorgestellte Theorie vermutet, dass es sich bei den sogenannten Gammablitzen um die Folgen einer Zeitschleife handelt. Seinen Berechnungen zufolge würde ein schwarzes Loch, das etwa 100–1000 Millionen Sonnenmassen enthält, die Raumzeit so stark krümmen, dass eine Zeitschleife entsteht. Felice geht von einem schwarzen Loch aus, das sich (wie auch bei Quasaren angenommen) im Laufe der Jahrmillionen Materie einverleibt, die aus einer umgebenden Materiescheibe stammt. Die Reibung innerhalb dieser rotierenden Scheibe sorgt für Gammastrahlung, von der ein kleiner Teil – de Felice schätzt etwa ein Prozent – in die Zeitschleife gerät. Die gesamte Strahlung, die das schwarze Loch auf diese Weise in der Zukunft aufnimmt, würde nun nach de Felices Rechnung die Zeitschleife im Zeitpunkt ihrer Entstehung wieder verlassen und vom Beobachter als Gammablitz wahrgenommen.
Die Möglichkeit, eine solche Zeitschleife für Reisen in die Vergangenheit zu nutzen, besteht jedoch angesichts der Schwereverhältnisse in der Nähe eines schwarzen Loches wohl nur für Elementarteilchen. Jede feste Materie würde zerrissen.

### Liste (Auswahl)
| Titel                     | Jahr |
| ------------------------- | ---- |
| All You Need Is Kill      | 2004 |
| Die Ratte im Labyrinth    | 1957 |
| Replay – Das zweite Spiel | 1986 |

## Filme
Zeitschleifen sind auch in Spielfilmen ein beliebtes Thema, wie beispielsweise in Und täglich grüßt das Murmeltier, Retroactive, 12:01, Déjà Vu – Wettlauf gegen die Zeit, Source Code, Triangle – Die Angst kommt in Wellen oder Edge of Tomorrow. Dargestellt wird das Grundproblem in der Terminator-Filmreihe: Maschinenwesen wollen einen Widerstandskämpfer ausschalten, indem sie einen Roboter in die Vergangenheit schicken, der die Mutter des Widerstandskämpfers noch vor dessen Geburt ermorden soll. Der Widerstandskämpfer erfährt davon und schickt (ursprünglich unwissend) seinen eigenen Vater hinterher, um die Frau zu beschützen, und von dem eben jener Widerstandskämpfer erst gezeugt wird.
Zeitschleifen finden in der dreiteiligen Reihe Zurück in die Zukunft Verwendung, in der sich der Protagonist bei seinen Reisen in der Zeit gelegentlich (fast) selbst begegnet. Die Zeitschleifen schließen sich hier sogar an mehreren Zeitpunkten.
1993, im selben Jahr als Und täglich grüßt das Murmeltier erschien, wurde das Motiv des ständig wiederkehrenden Tages auch im Film 12:01 aufgegriffen. 1997 schickte Retroactive – Gefangene der Zeit James Belushi immer wieder in der Zeit zurück, wo er mit jedem Eingriff mehr Menschen tötet.
2004 zeigte Sat.1 mit Liebe in der Warteschleife eine deutsche Adaption der Komödie. 2007 zeigte die ARD mit Annas Albtraum kurz nach 6 mit Gesine Cukrowski in der Titelrolle eine weitere Adaption des Themas.
2021 erschien der deutsche Film t=E/x² (mit Jasmin Wagner und Götz Otto, Regie Andreas Z. Simon), der die Zeitschleifen unverkürzt in Echtzeit erzählt und das Publikum so ebenfalls die Zeitschleife miterleben lässt.

### Liste (Auswahl)
| Titel                                                             | Jahr |
| ----------------------------------------------------------------- | ---- |
| 7 Below – Haus der dunklen Seelen                                 | 2012 |
| 12 Monkeys                                                        | 1995 |
| 12:01                                                             | 1993 |
| 12:01 PM                                                          | 1990 |
| Am Rande des Rollfelds                                            | 1962 |
| Annas Albtraum kurz nach 6                                        | 2007 |
| ARQ                                                               | 2016 |
| Boss Level                                                        | 2020 |
| Butterfly Effect                                                  | 2004 |
| Der Zufrühkommer                                                  | 2014 |
| Die Insel der besonderen Kinder                                   | 2016 |
| Die Prinzessin und der Fluch der Zeit                             | 2022 |
| Doctor Strange                                                    | 2016 |
| Edge of Tomorrow                                                  | 2014 |
| Es war Zeit                                                       | 2023 |
| Fenster zum Sommer                                                | 2011 |
| Happy Deathday                                                    | 2017 |
| Interstellar                                                      | 2014 |
| Lieber gestern als nie …                                          | 1998 |
| Lola rennt                                                        | 1998 |
| Looper                                                            | 2012 |
| Nightmare on Elm Street 4                                         | 1988 |
| Nobody                                                            | 2007 |
| Palm Springs                                                      | 2020 |
| Plötzlich und unerwartet – eine Déjà-Revue                        | 1993 |
| Retroactive                                                       | 1997 |
| Sechzehn Stunden Ewigkeit                                         | 2021 |
| t=E/x²                                                            | 2021 |
| The Future                                                        | 2011 |
| Timecrimes – Mord ist nur eine Frage der Zeit                     | 2007 |
| Tod in der Zeitschleife                                           | 2009 |
| Triangle – Die Angst kommt in Wellen                              | 2009 |
| Und täglich grüßt das Murmeltier                                  | 1993 |
| Und täglich grüßt das Weihnachtsfest                              | 2021 |
| Und täglich grüßt der Weihnachtsmann                              | 1996 |
| Wenn du stirbst, zieht dein ganzes Leben an dir vorbei, sagen sie | 2017 |
| Wer aufgibt ist tot                                               | 2016 |
| Wie man keine Prinzessin heiratet                                 | 2021 |

## Serien
In vielen weiteren Filmserien sind Zeitschleifen beziehungsweise Zeitreisen ebenfalls Thema, beispielsweise in Star Trek, Stargate – Kommando SG-1 oder Seven Days – Das Tor zur Zeit. Zeitreisen und -schleifen sind auch in der TV-Jugendserie Hotel 13 ein zentrales Element, ebenso in der Fernsehserie Another Monday.

### Episoden (Auswahl)
In der Episode Déjà Vu (5×18; Originaltitel: Cause and Effect; 1992) der Serie Star Trek – The Next Generation gerät die Crew der Enterprise in eine Zeitschleife, an deren Ende stets die Zerstörung des Raumschiffs steht, bis Data sich selbst immer mehr Hinweise auf die „kommenden“ Ereignisse hinterlässt. Erst als die Zerstörung abgewendet werden kann, endet die Zeitschleife.
1998 wurde das erste Mal im deutschen Fernsehen die Folge Und täglich grüßt der Kobold (4×11; Originaltitel: Twas the Night Before Mxymas) der US-amerikanischen TV-Serie Superman – Die Abenteuer von Lois & Clark ausgestrahlt. In der Folge bekommt es Superman mit seinem Widersacher Mr. Mxyzptlk zu tun, der ihn den Weihnachtsabend immer wieder erleben lässt, wobei die Leute in Metropolis mit jeder Wiederholung immer hoffnungsloser werden.
In der Episode Montag (6×14; Originaltitel: Monday) der Serie Akte X von 1999 versucht eine Frau den Verlauf eines Tags zu ändern, den sie immer wieder durchleben muss. Bei einem von ihrem Freund ausgeführten Banküberfall wird das Gebäude durch eine Bombe zerstört. In der Bank befindet sich Fox Mulder, mit dessen Hilfe das Unheil schließlich verhindert werden kann.
Im Jahr 2000 wurde das Thema in der US-amerikanischen TV-Serie Stargate SG-1 (Kein Ende in Sicht; 4×06; Originaltitel: Window of Opportunity) aufgegriffen: Colonel Jack O’Neill und Teal’c erleben einen Zeitraum von zehn Stunden immer wieder.
2001/2002 wurde auf das Thema in der Serie Buffy – Im Bann der Dämonen, Folge Die Zeitschleife (6×05; Originaltitel: Life Serial) eingegangen, in der Buffy immer wieder im Zauberladen landet, egal, durch welche Tür sie ihn verlassen möchte, bis sie es durch Umdenken schafft, einen bestimmten Artikel an eine bestimmte Kundin zu verkaufen. Diese Zeitschleife wurde durch einen der drei Bösewichter Warren, Andrew und Jonathan erzeugt, die sich eine Art „Wettkampf“ liefern, wer Buffy am schnellsten besiegen kann.
In der Episode Die Zeitschleife (3×04; Originaltitel: I Do Over; 2008) der Serie Eureka – Die geheime Stadt hängt Jack Carter in einer Zeitschleife fest und erlebt die Hochzeit von Allison Blake und Nathan Stark immer wieder.
2008 wurde in der Folge Und täglich grüßt … (3×11; Originaltitel: Mystery Spot) der amerikanischen Serie Supernatural das Thema aufgegriffen. Einer der Hauptcharaktere, Sam Winchester, muss immer wieder aufs Neue erleben, wie sein Bruder Dean stirbt. Jeden Morgen erklärt Sam seinem Bruder, es sei exakt so wie in Und täglich grüßt das Murmeltier. Innerhalb der Zeitschleife läuft im Radio jeden Morgen Heat of the Moment von Asia, nach dem Durchbruch Back in Time von Huey Lewis and the News.
In der Episode Und täglich grüßt Miss Tutweiler (1×06; Originaltitel: International Dateline; 2008) der Serie Zack & Cody an Bord erlebt Cody beim Passieren der Datumsgrenze ein und denselben Tag immer wieder.
In der Abenteuerserie The Quest kam 2015 in der Folge Gefangen in der Zeitschleife (2x08; Originaltitel: And the Point of Salvation) eine Zeitschleife vor, in der nur einer der vier Protagonisten sich an die vorherigen Schleifen erinnert. In diesem Beispiel entpuppt sich die Schleife später als magisch in die Realität verlagertes Survival-Horror-Videospiel.
Die Netflix-Serie Dark (Erstausstrahlung am 1. Dezember 2017) befasst sich mit der Geschichte von vermissten Kindern, die durch ein Wurmloch in eine andere Zeit reisen, und dort gefangen sind. Die Protagonisten leben dabei in einer ewigen Zeitschleife, in der alles immer so passiert, wie es immer passiert ist, wobei die Gegenwart nie verändert werden kann.
In der Tatort-Folge Murot und das Murmeltier (Folge 1084, Erstausstrahlung am 17. Februar 2019) erlebt Kommissar Murot den Tag eines Überfalls auf eine Bank, bei dem er selbst stirbt, immer wieder, bis er den Bankräuber überreden kann, aufzugeben.
Die Serie Matrjoschka (Ausstrahlung seit Februar 2019) variiert das psychologische Thema von Täglich grüßt das Murmeltier. In ihr durchleben gleich zwei Personen sich überlagernde Zeitschleifen, die erst enden, als sie lernen, ihre persönlichen Charakterprobleme zu lösen.
In der Serie Großstadtrevier (Folge 451, Immer wieder Montag) erlebt Polizeihauptmeister Krabbe vier Mal denselben Montag, an dem er die kranke Polizeioberrätin Küppers vertritt und trotz seines Eifers alles richtig zu machen, am Ende des Tages Tote zu beklagen sind. Er ist völlig verzweifelt, bis er erkennt, dass er nicht allein ist auf der Welt. Am fünften Montag dieser Zeitschleife schlägt Krabbe Frau Küppers seinen Kollegen Schirmer als Vertretung vor und der Tag verläuft ohne Todesfälle und der Bann der Zeitschleife ist gebrochen.

## Sonstiges
Die deutsche Elektropunk-Band Frittenbude veröffentlichte 2010 auf ihrem zweiten Album Katzengold einen Song mit dem Titel Und täglich grüßt das Murmeltier, in dem die Thematik der ewigen Wiederholung aufgegriffen wird.